# Capoeira
 (octobre 2016).

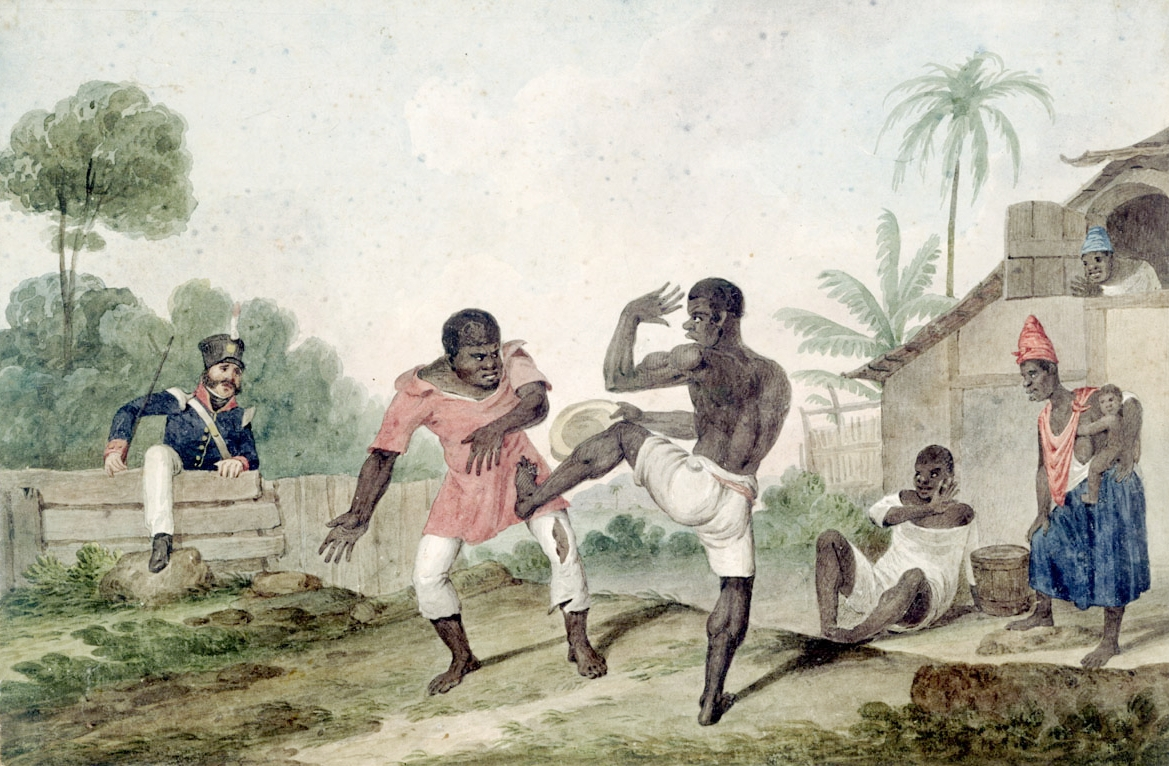
Noirs luttant en utilisant les mouvements de la capoeira, illustrant le caractère illégal
de cet art martial (Augustus Earle, vers 1824).

La capoeira est un art martial afro-brésilien qui aurait ses racines dans les techniques de combat des peuples africains du temps de l'esclavage au Brésil. 
Elle se distingue des autres arts martiaux par son côté ludique et souvent acrobatique. Les pieds sont très largement mis à contribution durant le combat bien que d'autres parties du corps puissent être employées telles que, principalement, les mains, la tête, les genoux et les coudes. Les « joueurs » peuvent prendre position en appui ou en équilibre sur les mains pour effectuer des coups de pied ou des acrobaties. De formes diverses, la capoeira est jouée et/ou luttée à différents niveaux du sol et à différentes vitesses, accompagnée le plus souvent par des instruments, des chants et des frappements de mains.
La présence, dans la capoeira antique, d'éléments culturels africains et de luttes traditionnelles entretenues par les esclaves était proscrite par les colons, les esclaves les occultaient donc (comme dans le candomblé au Brésil ou la santería à Cuba) en leur donnant l'apparence de danses folkloriques autorisées, finissant parfois par se mêler totalement à ces dernières et s'y confondre définitivement. La cohabitation de ces pratiques folkloriques et le caractère violent des luttes a longtemps donné un caractère complexe et ambivalent à la capoeira qui peut être vue selon les lieux, situations et contextes comme oscillant entre le jeu, la danse et le combat de forme plus ou moins violente et crue.
Des formes très analogues à la capoeira, aussi bien dans les gestes que dans les rythmes, sont connues et pratiquées dans la plupart des pays concernés par la colonisation et la traite négrière. Le moring à Mayotte, Madagascar et à La Réunion, le ladja (ou danmye, ag'ya) en Martinique et en Guadeloupe, le maní à Cuba, le pingue à Haïti, le susa au Suriname, etc.

## Histoire

### Genèse de la capoeira

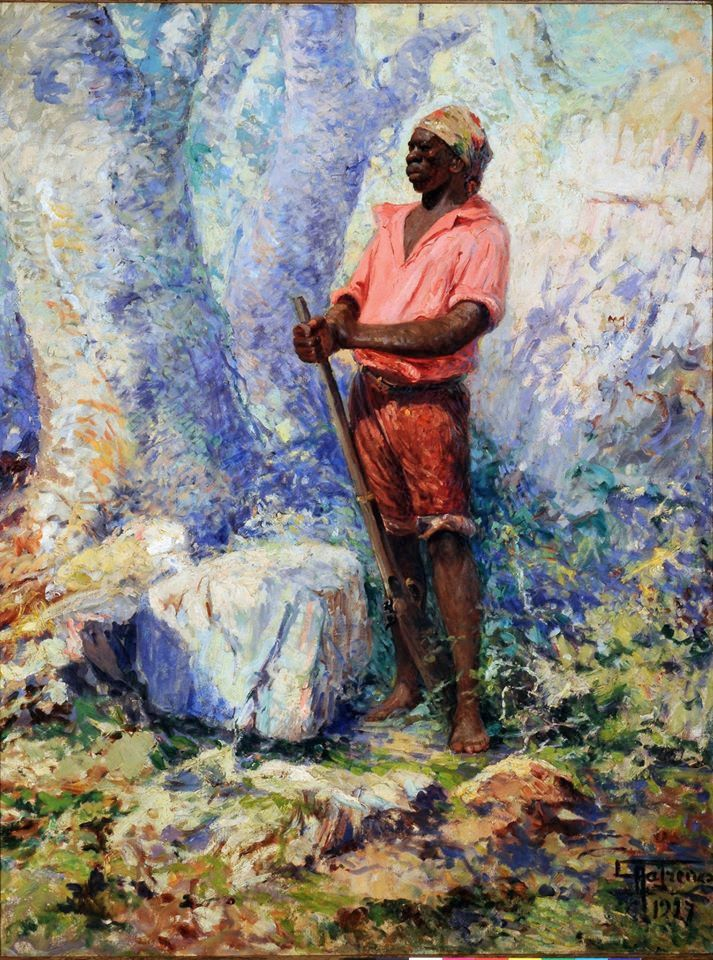
Zumbi, par Antônio Parreiras, 1927.

Il est très difficile de connaître l'origine de cet art martial né dans la clandestinité, dont les débuts n'ont laissé presque aucune trace (documents, écrits, etc.).
Certains voient la capoeira comme totalement africaine car tout ce qui la constitue existe, ou aurait existé, sous une certaine forme en Afrique.
Il est possible que la capoeira ait été inspirée notamment des techniques de combat des peuples bakongo.
Cet art de guerre à main nue était enseigné aux guerriers devant affronter les armées d'occupation et portait le nom de ngo-lo (en français, « la force de la panthère », celle-ci étant le totem historique du peuple Kongo), selon la Société des Historiens du Congo-Brazzaville.
Le Kambangula, ou Kamangula (également appelée Esquindiva, ou Finta), qui est une lutte traditionnelle originaire de Cabinda (anciennement au Royaume Kongo), semblable à une forme de boxe avec les mains ouvertes, a été rapprochée de la capoeira ,,.
D’autres sources indiquent que la capoeira ne serait autre que le N’golo, la « danse du zèbre » pratiquée au sein de plusieurs peuples de l’ancien Congo-Angola, à l’occasion de rites d’initiation de jeunes gens.
La capoeira ressemble aussi beaucoup y compris dans ses rituels (le cercle autour des lutteurs, l’orchestre, les instruments de musique joués, etc.) à la danse du léopard pratiquée en Afrique de l’Ouest par la société secrète Poro et plus précisément chez les Senoufos (actuel Cote d’ivoire, Burkina, Mali etc.) où est appelée Boloye.
Une autre source affirme que le terme capoeira ne vînt qualifier que plus tard une forme de lutte populairement appelée Brincadeira de Angola (jeu ou amusement d’Angola), tenue secrète pendant l’esclavage et aguerrissant les esclaves libres à l’art du combat.
D'autres pensent qu'elle est totalement brésilienne puisqu’elle est née sur le territoire du Brésil bien qu'ayant pour créateurs des esclaves venant d'Afrique.
Cependant la version la plus communément admise est qu'elle est inextricablement afro-brésilienne : pendant l'esclavage au Brésil dès le XVIe siècle, les Portugais ont séparé et mélangé différentes tribus africaines pour diminuer les risques de révoltes, plusieurs populations se seraient retrouvées en contact et de ce regroupement hétéroclite serait née la première forme de capoeira, association de luttes et traditions africaines dans un contexte de société coloniale portugaise au Brésil.
La capoeira exprimerait une forme de rébellion contre la société esclavagiste, les premiers capoeiristes s'entrainaient à lutter en cachant leur art martial sous l'apparence d'un jeu ; ainsi quand les maîtres approchaient, le caractère martial était déguisé par la musique et les chants, le combat se transformant promptement en une sorte de danse en forme de jeu agile qui trompait leur méfiance et les empêchaient de voir le caractère belliqueux de la capoeira pensant qu'il ne s'agissait que d'une autre « brincadeira » d'esclave (jeu ou divertissement en portugais).
Cette volonté de déguisement, de tromperie de la société coloniale a façonné la capoeira pour lui donner une coloration profondément ambivalente et brute que l'on retrouve toujours aujourd'hui, faisant de la capoeira une pratique se définissant entre manifestation culturelle (de par ses chants, sa musicalité et ses codes), lutte traditionnelle (ayant ses coups, ses prises) ou jeu d'apparence enfantin (mouvements acrobatique, malice).
La capoeira aurait été aussi conçue et pratiquée dans les « quilombos », refuges d'esclaves en fuite créés dans des endroits peu accessibles dans le but d'échapper et résister à leurs tortionnaires.
Le plus connu, « O Quilombo dos Palmares » a tenu plus d'un siècle et a fait l'objet de nombreux chants et son représentant le plus célèbre, « Zumbi Dos Palmares », est une des figures de la résistance des esclaves africains.
Finalement, la capoeira traduirait également une forme de langage corporel : les premiers esclaves parlant différentes langues et appartenant à différentes cultures l'auraient créé de manière fortuite ou intentionnelle comme un vecteur de communication inter-ethnique.
Ce sont les explications les plus souvent émises, de nombreux historiens ont cherché à expliquer les circonstances de la naissance de la capoeira mais il semble impossible de le faire d'une manière formelle et tangible.
Le nom de capoeira vient du nom des herbes qui servaient aux esclaves à s’enfuir.

### Période post-coloniale

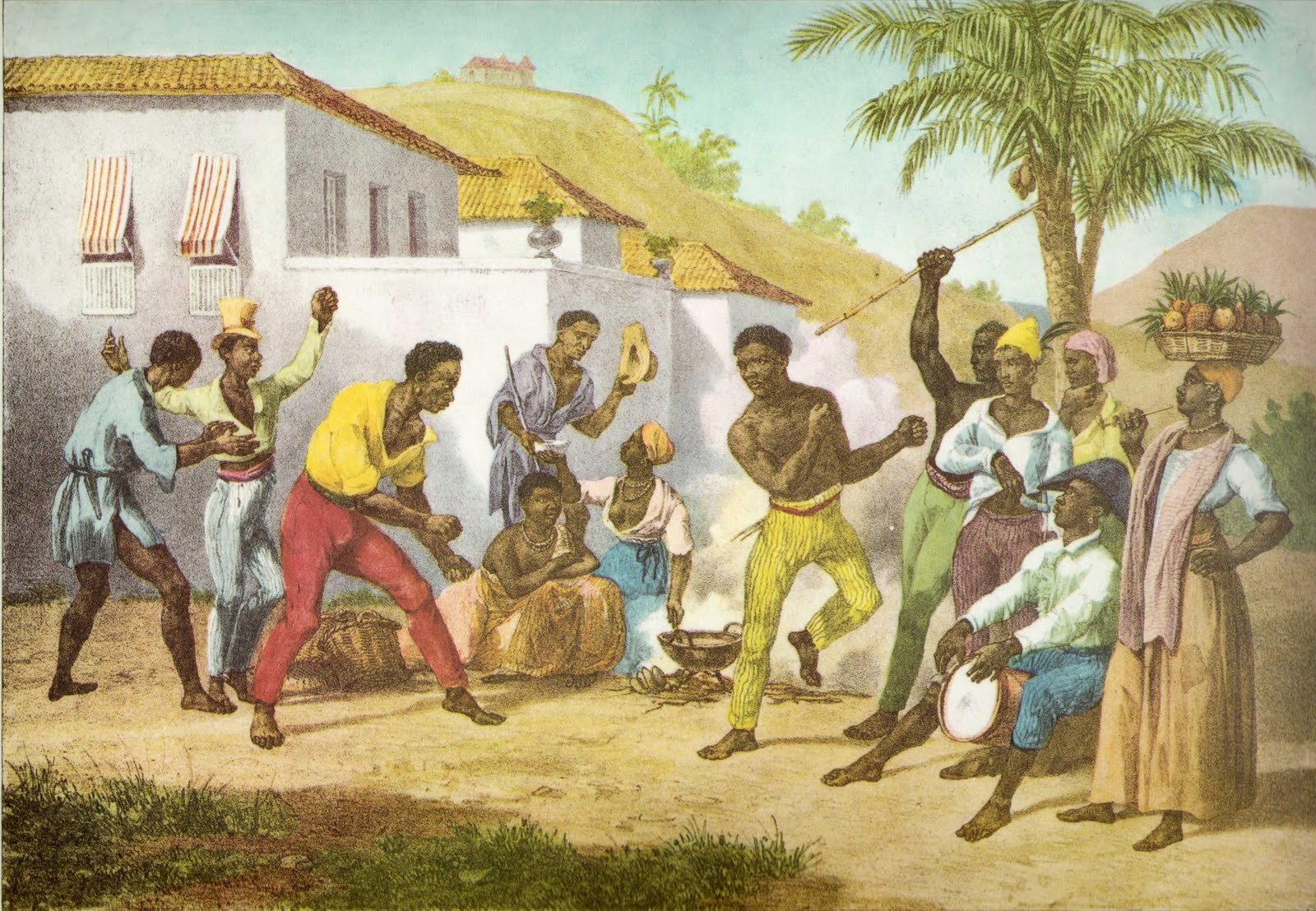
Capoeira ou la danse de la Guerre par Johann Moritz Rugendas, 1835.

De mieux en mieux connue et définie au cours de l'histoire du Brésil, elle survivra jusqu'à l'indépendance du Brésil en 1822 et l'abolition (officielle) de l'esclavage par la Loi d'or du 13 mai 1888 votée par le sénat et signée le jour même par la princesse impériale Isabelle du Brésil mais elle reste tout de même mal vue par l'autorité qui la considère comme dangereuse. Elle est utilisée notamment par des brigands et malfrats de tout genre, réunis en bandes rivales appelés « maltas de capoeira », la capoeira s'employait dans la rue où les « capoeiristas » ou « capoeiras » causaient des désordres car ils l'utilisèrent régulièrement pour régler leurs comptes dans des affrontements sanglants.
Lors de la guerre du Paraguay, le Brésil envoya de nombreux esclaves et condamnés faire la guerre en échange de leur liberté et beaucoup de capoeiristes moururent sur le champ de bataille.
En 1890, le Brésil pour interdire le mouvement de la capoeira en expansion créa un délit punissant ceux qui se rendent coupable de « capoeiragem » : l'exercice de la capoeira. Quiconque était donc surpris à la pratiquer était emprisonné et pouvait être envoyé aux travaux forcés.
Ainsi la capoeira est restée publiquement confidentielle pendant plusieurs décennies et ce statut fut intégré dans ses « codes », les capoeiristes étaient anonymes et connus seulement par leur « apelido » (surnom), le choix des instruments se porta sur des instruments légers et transportables et le toque de la « cavalaria » ou cavalerie était joué pour avertir de l'arrivée des autorités et permettre aux capoeiristes de fuir.

### Début duXXesiècle

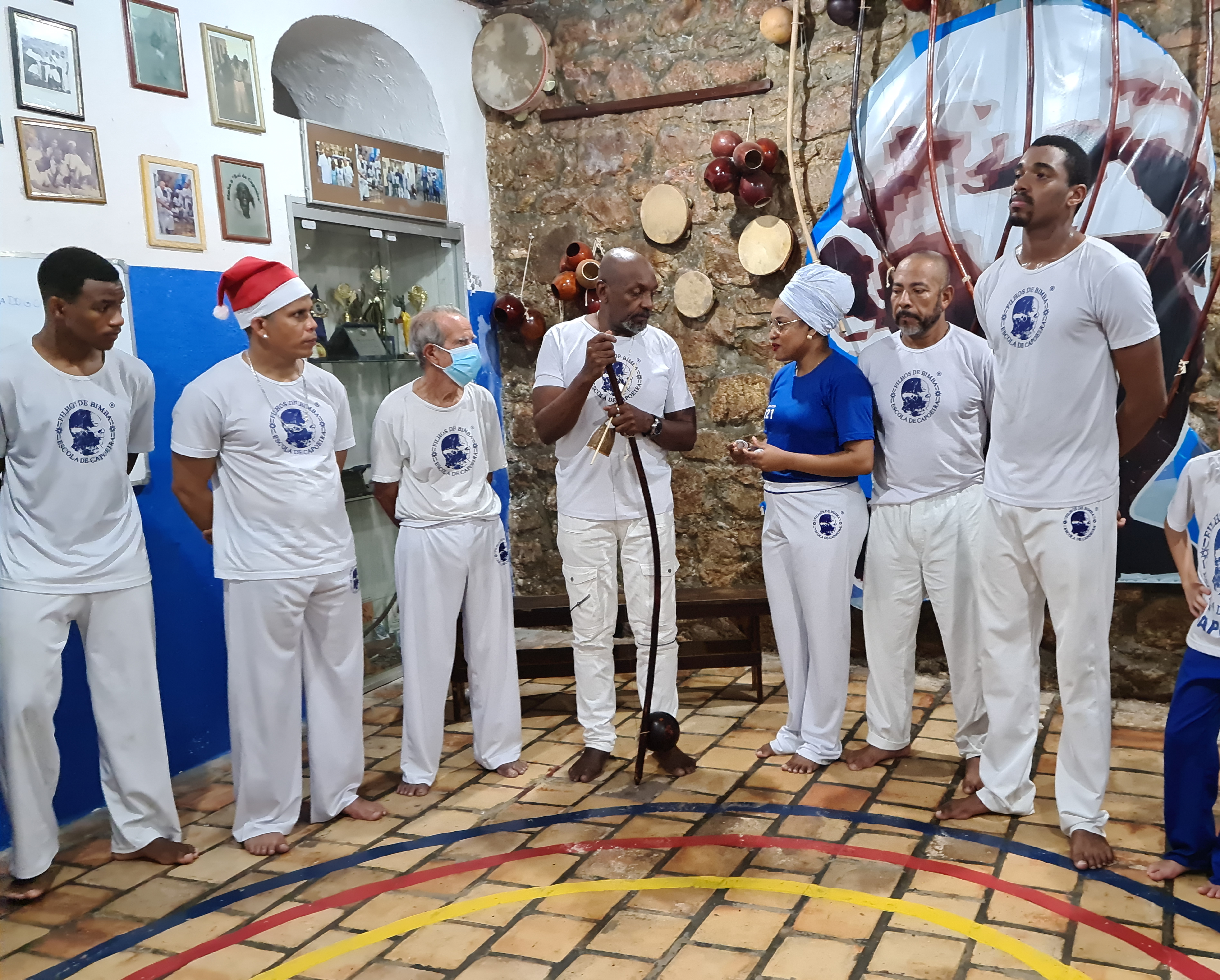
Le groupe de Mestre Bimba en 2022.

Au début du XXe siècle la capoeira gagnant de plus en plus en popularité, elle se démocratisa et gagna en respectabilité. Elle fut soutenue par de nombreux artistes, penseurs et hommes publics brésiliens qui commencèrent à émettre la possibilité d'en faire une des nombreuses manifestations populaires et culturelles brésiliennes reconnues nationalement.
Dans les années 1930, Manuel dos Reis Machado, plus connu comme Mestre Bimba, fonde à Salvador de Bahia la première école de capoeira, qu'il appelle le « Centro de Cultura Fisica e Capoeira Regional », et créé le style de capoeira que l'on nomme « Capoeira Regional ». Ce fait est singulier, car à l'époque la capoeira ne s'apprend que dans la rue et dans l'instant du combat, s'entrainer à la capoeira dans une salle avec des entrainements codifiés (dont notamment les fameuses huit séquences de Mestre Bimba) était nouveau et préfigure les multiples académies qui vont se créer par la suite.
La Capoeira Regional se distingue de la capoeira traditionnelle car Mestre Bimba y intègrera des éléments de « Batuque », une lutte africaine que pratiquait son père, et d'autres éléments venus d'arts martiaux étrangers, pour en faire une lutte différente de la capoeira traditionnelle. Un de ses souhaits est aussi de nettoyer l'image de la capoeira en la dissociant du banditisme et des problèmes de délinquance de la société brésilienne de l'époque. Pour cela, il n'accepte dans son académie que des individus pouvant certifier d'un travail ou d'un statut honnête : ainsi la première génération d'élèves se trouvent être en majorité des jeunes blancs aisés et de bonne famille ce qui à l'époque était une forme de respectabilité.
En 1952, Mestre Bimba réussit à attirer l'attention du président brésilien de l'époque, Getúlio Vargas, et fera une démonstration à la suite de laquelle le président affirmera que la capoeira est le « véritable sport national ».
Totalement à contre pied de Mestre Bimba, Vicente Ferreira Pastinha connu comme Mestre Pastinha incarnera le courant qui souhaite conserver dans une certaine mesure la capoeira traditionnelle, et sera appelée « Capoeira Angola ». Il fonde en 1941 le « Centro Esportivo de Capoeira Angola » à Salvador pour développer son travail et protéger la tradition.
En 1940, à la suite de tous ces développements, la loi interdisant la capoeira fut abrogée. Ces évènements, dont sont à l'origine ces deux maîtres reconnus, permirent à la capoeira de sortir d'une relative clandestinité (bien que beaucoup de capoeiristes brésiliens se languissent encore de son manque d'appui par le gouvernement dans leur propre pays) et de s'affirmer de nos jours comme une des activités sportives les plus pratiquées par les brésiliens avec le football, le volleyball et le jiu-jitsu brésilien.

### La capoeira de nos jours
Avec l'essor de la capoeira, le Brésil a vu apparaître de nombreux groupes partout sur le territoire.
Les années 1970 marquèrent la période du début de l'expansion de la capoeira avec des maîtres, professeurs ou pratiquants s'installant partout dans le monde (principalement aux États-Unis et en Europe).
Présente dans la plupart des grandes villes de nombreux pays, elle séduit beaucoup de personnes attirées par son côté spectaculaire, sa musicalité et l'énergie qui est dégagée lors de ses représentations. Elle initie ses pratiquants à la culture brésilienne et à la langue portugaise et tisse des relations intercontinentales entre les maîtres de capoeira visitant leurs écoles à l'étranger et les élèves partant au Brésil dans un voyage à la rencontre de la culture brésilienne et de leurs camarades capoeiristes.
Au niveau international, la discipline de la capoeira est majoritairement organisée en groupes, eux-mêmes composés d'académies et d'écoles. Chaque groupe possède ses propres aspirations, pratiques et coutumes, tout en conservant la base culturelle commune de la discipline. Ces différences expliquent en partie l'absence d'une fédération qui pourrait représenter la capoeira nationalement ou internationalement.

## Roda

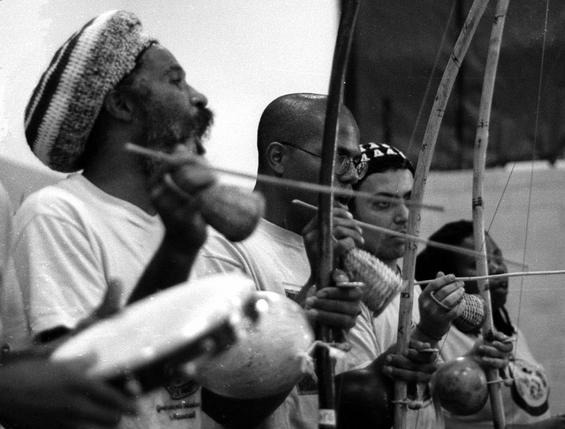
Berimbau et pandeiro.

La principale caractéristique de la capoeira est la « roda », elle en est sa parfaite illustration. La roda (la ronde en français) est le cercle que forment les capoeiristes lors des confrontations qui sont appelées « jogos » (jeux).
Elle met en scène tous les aspects de la capoeira : l’aspect martial avec ses combats, l’aspect artistique avec les « floreis » (acrobaties) et la musique avec les chants et les instruments typiques de la capoeira. Le jeu symbolise le combat, l'expression corporelle et la conversation non verbale entre les deux partenaires. Cette ronde, qui délimite l’espace de jeu, sert surtout à créer une ambiance propice au spectacle. En effet cette roda crée, par ses chants et ses rythmes brésiliens, une ambiance festive et chaleureuse qui donne de « l’énergie » (axé) aux capoeiristes qui s’affrontent au centre du cercle.
Dans une roda typique on retrouve les instruments traditionnels de la musique brésilienne suivants : 
- trois berimbau
- deux pandeiro
- un atabaque
- un agogo

La personne qui tient le berimbau gunga (qui produit le son le plus grave) contrôle la roda. C’est elle qui décide du rythme de la musique et donc du type de jeu que doivent produire les capoeiristes au centre de la roda, et c’est elle qui décide du début et de la fin de la roda.
Dans la Capoeira Angola, la composition la plus fréquente est :
- trois berimbau
- deux pandeiro
- un atabaque
- un reco-reco
- un agogo.

Il existe deux styles bien distincts : Angola et Regional. La Capoeira Angola est la capoeira traditionnelle telle qu'elle fut nommée par Maître Pastinha qui souhaitait conserver les coutumes ancestrales qui y étaient associées en réponse à la création de la Capoeira Regional par Maître Bimba qui, lui, souhaitait affranchir cet art de tout ce qui pouvait le rendre moins efficace en combat.
Le capoeiriste qui chante influe également sur le « jeu » produit au centre de la roda. En effet, les chants qui accompagnent le rythme des instruments sont souvent porteurs de sens : ils racontent une histoire qui met en avant certaines valeurs ou simplement des caractéristiques de jeu qu’il faut essayer de reproduire dans la roda. Un bon capoeiriste doit savoir interpréter le rythme et les chants afin de produire un jeu qui corresponde, c’est-à-dire adapter sa vitesse et ses mouvements au rythme des instruments et mettre en pratique les valeurs ou caractéristiques de jeu dont il est question dans les chants. Par exemple un jeu plein de malice (mandinga), d’acrobaties ou encore de mouvements d’animaux.
Le démarrage de la roda suit un rituel précis. Une fois la ronde formée, deux capoeiristes viennent s’accroupir au pied du berimbau central et patientent. C’est à ce moment que les instruments entrent en action dans un ordre bien précis : le berimbau central commence seul, ensuite les deux autres l’accompagnent, puis c’est au tour de l’atabaque, ensuite le pandeiro et enfin l’agogo. Quand tous les instruments sont en action, un capoeiriste commence à chanter : il chante seul les couplets et la ronde entière reprend les refrains en chœur. Et c’est uniquement lorsque la roda chante le premier refrain que les deux capoeiristes qui étaient en attente peuvent commencer à « jouer ». Ensuite, les autres capoeiristes peuvent prendre la place d’un des deux protagonistes en passant au préalable s’accroupir au pied du berimbau central.
Il faut aussi apporter un distinguo entre les rodas de rue (libres), auxquelles tout le monde (même non capoeiriste) peut participer puisqu’étant sur l'espace public, et les rodas d'écoles/académies dirigées par des maîtres ou professeurs, se déroulant majoritairement à l'intérieur d'enceintes (souvent sur le lieu même de l'entrainement) ou plus rarement en public lors de représentations (ce qui ne les rend pas forcément ouvertes à d'autres).
Les rodas de rue sont une institution que tous les capoeiristes respectent et sont un lieu de rencontre privilégié entre les membres de différentes académies. Toutes les formes de capoeira s'y mélangent et il n'y a pas forcément de « règles » pour encadrer les jeux.
Le 26 novembre 2014 la roda de capoeira a été déclarée patrimoine immatériel de l'humanité.

## Écoles
La capoeira est enseignée dans des écoles spécialisées, appelées académies, où règne une hiérarchie très précise entre le maître (ou Mestre) et ses élèves. En dessous du maître, il y a le contremaître (contra-mestre ou mestrando), puis le professeur, l'instructeur et le moniteur (ou graduado). Les moniteurs peuvent commencer à donner des cours aux enfants ou assister une personne plus gradée, mais c'est généralement à partir du grade d'instructeur que l'on donne des cours de capoeira. La discipline et le respect mutuel sont des valeurs fondamentales de cette pratique.
Dans la capoeira sportive, les différents niveaux de technicité d'un capoeiriste peuvent être récompensées (un peu comme au judo ou au karaté) par la remise d'un cordon de couleur, chaque couleur correspondant à un grade ou degré de connaissance (technique, histoire, chants, instruments, etc.). Le grade n'atteste pas uniquement des capacités techniques du pratiquant, mais récompense aussi son niveau d'investissement, d'implication dans son école ou son groupe (organisation, participation aux manifestations, etc.).
Quelques groupes, surtout les plus traditionnels, n'utilisent pas de grades. S'ils sont utilisés, le nombre de grades ainsi que la hiérarchie des couleurs de corde ne sont pas identiques pour tous les groupes. Les groupes pratiquant la Capoeira Angola n'utilisent pas de grades ni de ceintures.

## Batizado
Le Batizado est le passage de grade. Il signifie « baptême ». Il clôt généralement une semaine de stage (ou moins), avec l'intervention de personnes gradées venues de tout le globe. Un Mestre doit être présent. Entre chaque niveau, il y a de petits spectacles de danse, de chants, de musique... préparés par les élèves, ou des démonstrations de capoeira avec les professeurs, instructeurs.
Les élèves sont appelés par leur nom de capoeira (apelido). Ensuite, un par un, ils jouent avec l'un des professeurs, jusqu'à être (le plus souvent) mis à terre, afin d'être intronisés dans le monde de la capoeira, et ainsi recevoir leur première corde. Une fois que tout le monde de même niveau est passé, les élèves jouent entre eux. Puis on leur remet leur corde, équivalente – par analogie – à une ceinture dans d'autres arts martiaux.

## Maculelê
Le Maculelê fait partie de la vie, de l'histoire de la capoeira.
Le maculelê est une danse pratiquée dans toutes les académies ou écoles de capoeira. Ses origines remontent aux coupeurs de canne à sucre qui s'entraînaient avec leurs machettes. C'est une danse rythmée par l'atabaque. Les joueurs de maculelê forment une roda autour de l'atabaque. Ils frappent entre eux deux bâtons, appelés grimas, qu'ils tiennent dans leurs mains, faits traditionnellement de bois de biriba. À l'origine, les joueurs de maculelê utilisaient des machettes ou des sabres, aujourd'hui remplacés par les bâtons pour plus de sécurité, bien que certains groupes jouent encore avec des machettes ou des sabres.

## Samba de Roda
La Samba de roda est une autre forme de danse pratiquée dans la capoeira, rythmée par le son du berimbau, du pandeiro et de l'atabaque.
Les capoeiristes forment une roda. La Samba de roda n'est pas réglementée, mais libre. C'est un moyen pour les joueurs de s'extérioriser, de faire la fête entre eux. Pratiquée par tous les capoeiristes, elle nécessite un jeu de jambe rapide, demandant de nombreuses heures de pratique.

## Quelques mouvements de capoeira
- Ginga est le mouvement de base. Il peut être plus ou moins comparé à la garde de boxe, mais la ginga est plus complexe, en cela qu'elle n'est pas fixe. La base de la ginga est facilement maîtrisée au bout de 2-3 semaines. Cependant ce mouvement est sans cesse améliorée par le pratiquant, par de subtiles différences acquises par l'expérience. Ces différences peuvent caractériser en partie son « style ».

### Positions
- Negativa
- Cocorinha

### Acrobaties
- Aú (roue)
- Aú sem mão est une roue sans les mains.
- Aú de costas est un mouvement où, en position de Meia-lua de compasso, on pivote sur la jambe avant avec la jambe arrière qui décrit un cercle.
- Aú giratória est une roue pendant laquelle on effectue une rotation sur la deuxième main.
- Mola ou borrão
- Helicóptero (hélicoptère)
- Macaco (macaque) est un mouvement relativement semblable au flip arrière, seulement une seule main est posée au sol et on se lance en arrière. Il n'y a pas besoin de sauter.
- Macaco em pé est un Macaco exécuté en position débout.
- Meia-lua reversão
- Queda de rins (chute sur les reins)
- Aú batido ou « amazonas », figure classique consistant à donner un coup de pied sous une main.
- Salto mortal est un salto arrière.

### Coups de pied
- Martelo (marteau) est un coup de pied donné en se positionnant une jambe en arrière et en lançant cette dernière directement en avant avec le dessus du pied sur le côté de l'adversaire.
- Armada est un coup de pied donné en se positionnant une jambe en arrière en pratiquant une rotation du côté de la jambe arrière et en lançant cette dernière en tournant autour du pied de pivot.
- Rabo-de-arraia ou armada de costas est plus ou moins une Meia-lua de compasso sans les mains en appui.
- Armada pulada est une armada sauté avec l'appui de la jambe au sol.
- Cabeçada (coup de tête) coup porté avec la tête.
- Meia-lua de compasso est un coup de pied donné en positionnant les deux mains au sol entre les jambes (une main devant et une main derrière les jambes), et en lançant la jambe inverse du bras en avant tel le mouvement d'un compas.
- Meia-lua de frente est un coup de pied en avant formant une sorte de demi-cercle.
- Parafuso
- Envergado ou armada dupla est un coup de pied qui commence comme une armada simple mais au lieu e n'envoyer qu'un seul pied, ce sont les 2 qui partent en l'air.
- Chapa, pisão ou esporão est un coup de pied direct où l'on frappe de côté avec le plat, le tranchant du pied ou le talon.
- Chapa giratória ou pisão rodado est comme un pisão sauf que le mouvement est effectué préalablement avec une rotation.
- Bênção (bénédiction) est un coup de pied frontal porté face à l'adversaire avec le plat du pied, appelé Chapa en Capoeira Angola.
- Ponteira (aiguille) est un coup de pied frontal porté face à l'adversaire avec la pointe du pied.
- Queixada
- Gancho
- Chapéu de couro (chapeau de cuir)
- Martelo de chão (martelo de sol) est un Martelo lancé depuis negativa

### Esquives
- Cocorinha est une esquive où l'on se met accroupi avec les deux mains de part et d'autre du visage.
- Negativa est une esquive où l'on doit se positionner assis sur un talon et l'autre pied doit être positionné de côté, le genou fléchi.
- Negativa de Angola
- Esquiva de lado
- Esquiva de tronco
- Esquiva de frente

### Autres
- Rasteira est un déséquilibre. Avec une jambe en arrière par rapport à l'autre, il faut prendre de l'élan puis s'accroupir avec la jambe avant. La jambe accroupie sert à tourner tandis que l'autre reste gainée et en avant pour faire tomber l'adversaire.
- Galopante
- Tapa est un coup qui consiste à mettre une gifle à l'adversaire. Cela se traduit par « claque » en français.

## Dans la culture populaire

### Cinéma
- Only the Strong : la capoeira et son enseignement sont au centre de l'histoire du film.
- Tekken : les personnages de Christie Monteiro et Eddy Gordo apparaissent dans le film.

### Jeux vidéo
- La série de jeux de combat Tekken compte deux personnages capoeiristes : Eddy Gordo et Christie Monteiro, tous deux brésiliens.

### Gastronomie
- Demander un "capoeira" au bar signifie demander une pinte de bière au sirop de citron.